# Dreamy (Beat Happening)
Dreamy è il quarto album in studio del gruppo musicale statunitense Beat Happening, pubblicato nel 1991.

## Tracce
1. "Me Untamed" – 3:46
2. "Left Behind" – 2:53
3. "Hot Chocolate Boy" – 2:21
4. "I've Lost You" – 2:48
5. "Cry for a Shadow" – 2:27
6. "Collide" – 3:29
7. "Nancy Sin" – 2:40
8. "Fortune Cookie Prize" – 3:46
9. "Revolution Come and Gone" – 4:16
10. "Red Head Walking" – 2:07